# Assassinats d'Easey Street
Els Assassinats d'Easey Street fou un crim en el qual foren assassinades a ganivetades dues dones a Collingwood, Victòria, Austràlia, un suburbi interior de Melbourne, el gener de 1977. Descrit com "el crim més brutal de Victòria", el cas va romandre sense resoldre malgrat una recompensa d'1 milió de dòlars australians que es feu pública l'any 2017.
El setembre de 2024 un home de 65 anys va ser arrestat a l'aeroport de Roma, a Itàlia, en relació amb els assassinats.

## Rerefons
Suzanne Armstrong (28), mare soltera que va tenir un fill mentre estava a Naxos, Grècia, i Susan Bartlett (27), mestra d'escola al Collingwood Education Center, eren velles amigues de secundària de Benalla, a la regió de Victòria, que s'havien traslladat a Melbourne. Havien llogat una propietat al 147 Easey Street l'octubre de 1976, deu setmanes abans dels assassinats. La seva casa amb terrassa constava d'un llarg passadís amb tres dormitoris, que conduïa a una cuina posterior, un bany i una zona del pati del darrere. La nit de l'atac, el germà de Bartlett i la seva xicota havien anat a sopar abans de veure la televisió i marxar cap a les 21:00.

## Assassinats
Els veïns van notar un problema per primera vegada quan van recuperar un gos de companyia, un cadell de pastor alemany, dels dos que l'endemà havien estat passejant per la zona. Els veïns també havien sentit gemecs del fill de 16 mesos d'Armstrong, Gregory, els dies posteriors a l'atac. Finalment, tres dies després de la mort de les dones, els veïns van entrar per la porta del darrere; Gregory va ser trobat il·lès, però angoixat i deshidratat al seu bressol. Els cossos de les dones van ser descoberts prop de la façana de la casa.

## Investigació
La policia creu que Armstrong i Bartlett van ser assassinats la nit del 10 de gener de 1977. Les dones havien estat apunyalades diverses vegades: Armstrong 29 vegades i Bartlett 55 vegades. El cos d'Armstrong es va trobar al seu llit, mentre que el de Bartlett es va trobar al passadís prop de la porta principal (que estava al costat del dormitori d'Armstrong).
Quan els detectius van investigar, no hi havia indicis d'entrada forçada a la casa, tot i que una petjada a l'ampit de la finestra davantera va indicar un possible punt d'entrada. També van assenyalar que l'assassí s'havia netejat al bany després dels assassinats i havia sortit per la porta del darrere i la porta del carril, deixant-los tots dos oberts. La llum de la cuina es va deixar encesa i no es va trobar cap arma homicida. A la taula de la cuina també es va trobar una nota del xicot d'Armstrong, que havia visitat la propietat amb el seu germà després dels assassinats.
Finalment, la policia va establir una llista de 130 "persones d'interès" relacionades amb el cas. La llista incloïa treballadors de la construcció que estaven en una obra al 365 Hoddle Street, la propietat darrere de la casa. Els mitjans de comunicació també van informar que les dones també havien estat agressades sexualment. Armstrong havia estat violada post mortem i es va trobar una mostra de semen al lloc dels fets. El 1999, els detectius d'ADN van interrogar els vuit principals sospitosos del cas, un dels quals havia provat de tornar al Regne Unit sense èxit.
Els assassinats es van relacionar posteriorment amb la desaparició i el probable assassinat de Julie Garciacelay, una bibliotecària originària de Stockton, Califòrnia. Garciacelay havia desaparegut del seu apartament al nord de Melbourne, Victòria l'1 de juliol de 1975. El sospitós d'aquell cas, un periodista de crims i amic de feina de Garciacelay a Truth, s'havia allotjat a la casa al costat dels assassinats del carrer Easey la nit dels atacs.
No obstant això, malgrat les investigacions d'un equip de setze detectius, el cas es va refredar ràpidament i els assassinats van quedar sense resoldre. El 2011, però, el cas es va reobrir en silenci sota la supervisió del detectiu Ron Iddles. El 15 de gener de 2017, quaranta anys després dels assassinats, la policia de Victòria va oferir una recompensa de fins a 1 milió de dòlars per la informació que conduís a la detenció i la condemna posterior de la persona o les persones responsables dels atacs.

### Detenció
El 19 de setembre de 2024, un home de 65 anys, amb doble nacionalitat d'Austràlia i Grècia, va ser detingut en un aeroport de Roma, Itàlia, en relació amb els assassinats.

## Llegat
Gregory Armstrong va ser adoptat i criat a Queensland per la germana petita de la seva mare, que també ha defensat contínuament que es resolgués el cas als mitjans de comunicació. L'interès en el cas ha persistit, sobretot quan la propietat es va vendre (després de romandre vacant durant sis anys) el 1983, després el 2011 i, de nou, el 2017.
L'artista australià Steve Cox va viure a Easey Street, diagonalment enfront de la casa de l'assassinat, entre 1978 i 1979. Més tard va fer diverses obres d'art basades en aquest cas.
Un llibre sobre el cas escrit per Tom Prior, They trusted men: The untold story of the Easey Street murders, es va publicar l'any 1996. El març de 2019, un llibre d'Helen Thomas anomenat Murder on Easey Street: Melbourne's Most Notorious Cold Case (ISBN 978-1760640040) es va publicar. Thomas va ser entrevistat per True Crime Conversations sobre el cas el novembre de 2019.
El juny de 2018, Andrew Rule va publicar un pòdcast sobre el cas anomenat The horror at Easey St. Rule també va entrevistar Thomas en un pòdcast de seguiment del març de 2019. Entre l'abril i el maig del 2019, Unsolved Murders: True Crime Stories va publicar un episodi dramatitzat en dues parts sobre el cas. L'abril de 2022, el pòdcast de crim australià Casefile va presentar el cas a l'episodi 207.